# Ялуторовский музейный комплекс
Ялуторовский музейный комплекс — музей в Ялуторовске (Тюменская область), посвящённый участникам движения декабристов. С 3 апреля 2017 года Государственное автономное учреждение культуры Тюменской области «Тюменское музейно-просветительское объединение», структурное подразделение «Ялуторовский музейный комплекс».
В состав музейного комплекса входят: краеведческий музей, мемориальный музей, музей «Дом природы», музей «Торговые ряды».

## История
Открыт 9 ноября 1927 года. Создан на основе краеведческого кружка при городской библиотеке.

Первым директором стал член кружка, агроном по специальности Иван Юрьевич Озолин (1864—1948). В первые годы музей размещался в мемориальном доме Матвея Ивановича Муравьёва-Апостола, в нём было три отдела: «Природа», «Труд», «Общество». В 1935 году получил название Краеведческий музей Памяти декабристов.

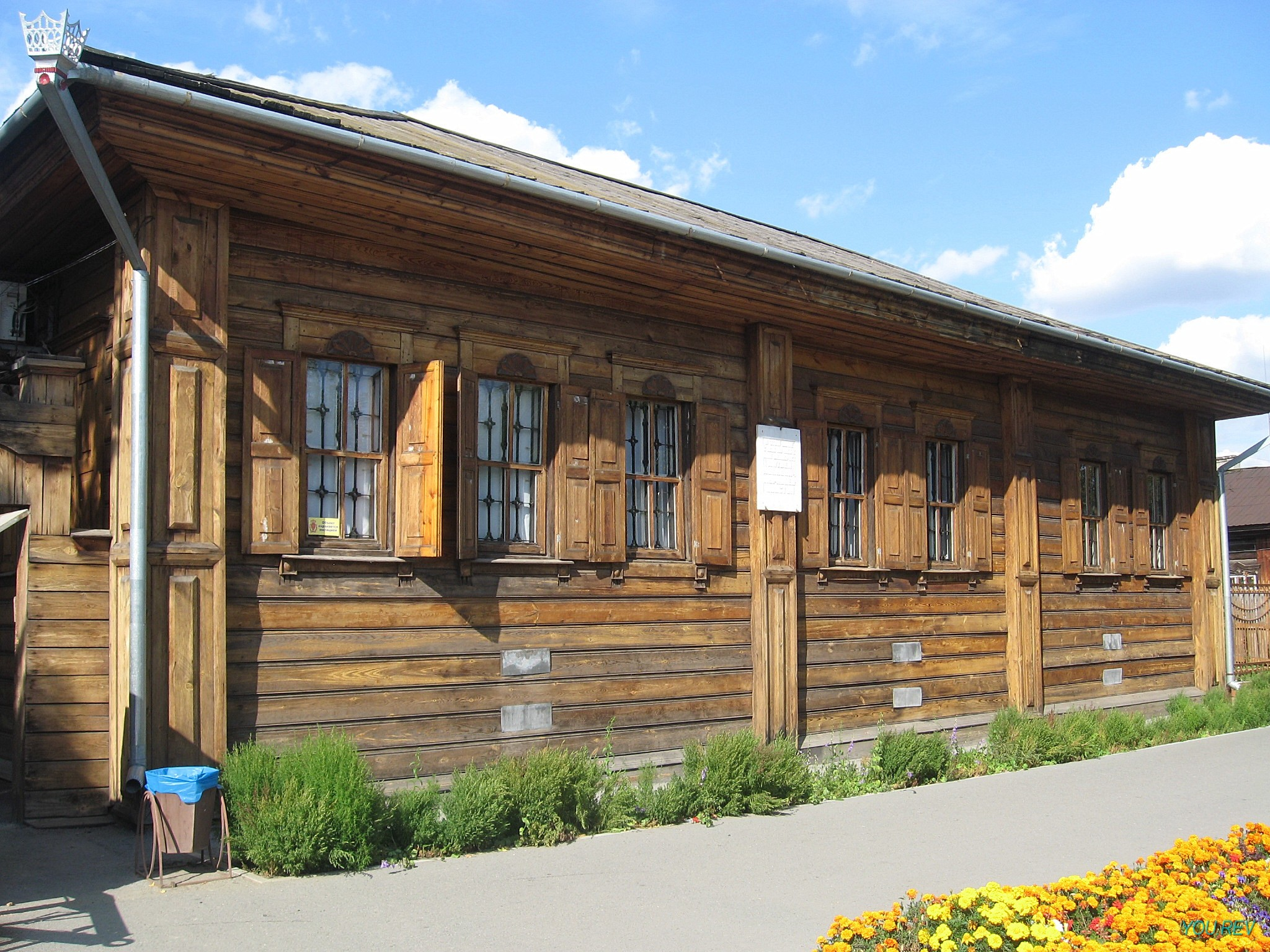
Дом Муравьёва-Апостола

24 сентября 1996 года переименован в «Ялуторовский музейный комплекс». Комплекс включает мемориальные дома Матвея Ивановича Муравьёва-Апостола и Ивана Дмитриевича Якушкина, Краеведческий музей и Дом природы. В доме Муравьёва-Апостола воссоздан интерьер первой половины XIX века, собраны предметы той эпохи: книги с автографами хозяина, часы и мебель и др.
Сотрудники музейного комплекса участвовали во Всероссийской конференции «Словцовские чтения» (Тюмень), Всероссийском фестивале «Тобольский музей встречает друзей», издаёт научные труды: сборник статей «Грани истории» (2002), книги «Ялуторовск: след в истории» (2003), «Ялуторовский район: люди и судьбы» (2004), историко-краеведческий альманах «Явлутур-городок» (2006).
Вышел во второй тур конкурса «Семь чудес России» (2007—2008) по Уральскому федеральному округу вместе с такими известными достопримечательностями, как Аркаим и Тобольский кремль.
Писательница Лидия Либединская посвятила музею стихотворение.

…Я в этот дом вхожу с благоговеньем. 

Как выразить признательность свою? 

Здесь помнят всё: высоких дум стремленье, 

Надежность, верность, дружбу и терпенье, 

Закованные в ледяном краю.., 

Закат погаснет, в окнах розовея, 

И явится, бесшумна и легка, 

Тень братьев — Ипполита и Сергея — 

Черниговцев бессмертного полка. 

Матвей Апостол сядет у камина, 

Якушкин хмурится — вновь писем нет давно… 

И Пущин в день лицейской годовщины 

Поднимет здесь печальное вино. 

Как годы тянутся! Вся жизнь — расплата 

За миг свободы. Счастье — где оно? 

Студёный ветер с площади Сената 

Ночами бьётся в низкое окно… 

В 1935 году во время ремонта в доме Муравьёва-Апостола под полом, на котором стояла печь, была обнаружена бутылка. Внутри находилось послание потомкам, написанное Муравьёвым-Апостолом. В нём автор кратко описал историю дома, перечислил жителей-декабристов и закончил его словами:

Для пользы и удовольствия будущих археологов, которым желаю всего лучшего в мире, кладу эту записку 18 августа 1849 года.

ОТКРЫТОЕ ФОНДОХРАНЕНИЕ В КРАЕВЕДЧЕСКОМ МУЗЕЕ (ЗАКРЫТЫЕ КОЛЛЕКЦИИ:ВХОД РАЗРЕШЁН)
Фонды Ялуторовского музейного комплекса насчитывают более 35 тыс. единиц хранения. Начало музейному собранию положили небольшие коллекции насекомых, яиц, костей животных, чучел птиц и животных от местных краеведов. В 1935 г. оно пополнилось самым ценным документом — письмом М. И. Муравьева-Апостола потомкам, написанным 8 августа 1849 г. Целенаправленное комплектование музейных коллекций началось в 1950-е годы. Пополнение коллекций особенно активно шло в 1960—1980-е годы. В 1990-е годы с выделением площади под закрытое хранение музейных коллекций, началась большая работа по комплектованию вещевых источников, предметов археологии, нумизматики и редкой книги. Количество музейных предметов увеличилось в два раза.
Сегодня в открытом хранении представлены коллекции живописи, скульптуры, керамики, стекла, металла и дерева.
Коллекция живописи включает работы местных самобытных художников В. В. Шайкина, Г. М. Ратанова, В. Я. Пнева, а также произведения профессиональных художников Москвы, Иркутска, Тобольска, Тюмени: Е. И. Русаковой, Е. В. Успенского, Е. А. Жульдикова, Е. В. Ушакова, А. Г. Черепанова, А. И. Ильиных, И. М. Логинова, Л. Н. Калинченко, В. Г. Третьяковой.
Скульптура представлена интерьерными гипсовыми статуэтками 1950—1960-х годов, работами ялуторовского скульптора В. Н. Шарапова, бюстами декабристов тюменского скульптора В. М. Белова, резными изделиями из кости М. В. Тимергазеева и его учеников.
Одним из самых крупных фондовых собраний является коллекция изделий из металла. В открытом хранении размещены:
- самовары различных форм, изготовленные на знаменитых российских фабриках В. С. Баташова, Б. Г. Тейле, Н. А. Воронцова, братьев Петровых, братьев Шемариных;
- медная посуда и кухонная утварь конца XIX — начала XX вв.: корчаги, кастрюли, чайники, примусы;
- бытовая техника и приборы: телефоны, телевизор 1967 г., патефоны 1940-х годов, радиолы и радиоприемники 1940—1970-х годов;
- орудия труда, предметы и этнографии.

Коллекция керамики включает гончарную посуду конца XIX — начала XX вв.: кувшины, корчаги, горшки, кринки, горлачи, кубышки.
В составе коллекции стекла маслобойка конца XIX — начала XX вв., настольные лампы, графины, вазы.
Из многочисленной коллекции дерева в открытом хранении представлены сундуки и чемоданы.
Коллекция тканей состоит из кружевных и вышитых изделий конца XIX — середины XX вв.: скатертей, полотенец, салфеток с многочисленными видами узоров и вышивок, выполненных в различных техниках.
Необычным способом представлена экспозиция «Хищники леса», это диорамы с интересным художественным решением, оптическим «обманом» знакомят с образом жизни животных, их повадками, приспособленностью к среде обитания и взаимосвязью с окружающим миром.